# 謝奧布爾縣
謝奧布爾縣是印度的一個縣，位於該國中部，由中央邦負責管轄，面積6,606平方公里，識字率為58.02%，人口在2001至2011年期間增長22.96%，2011年人口687,952，人口密度每平方公里104人。

## 外部連結
- Sheopur District website（页面存档备份，存于）